# Dentatus (företag)
Dentatus AB är ett svenskt industriföretag, som utvecklar och tillverkar främst tandvårdsprodukter, bland annat tandimplantat som rotförankringsstift.
Dentatus AB grundades 1930 som ett källarföretag på Lidingö av en grupp unga personer runt dåvarande handlanden i vegetariska oljor Olof Wallenius, senare storredare. Wallenius och fem andra, tandläkare, ingenjörer och ekonomer, bland andra Axel Bergström och Gustaf (Gösta) Erik Björklund (1898–1973), investerade då 10.000 kronor i den tidens penningvärde (idag närmare 300 000 kronor) för att tillverka dentalartiklar. Företaget utvecklade sig till en finmekanisk industri. Gösta Björklund var verkställande direktör 1936-60.
Dentatus började sin tillverkning i "Mack-huset" vid Nyborgsgränd/Tegelbruksvägen i Midsommarkransen och flyttade 1942 med sitt dotterbolag Diamantprodukter AB till Jakobsdalsvägen i industriområdet i Örnsberg. Efter en större brand i Örnsberg 2005 flyttade Dentatus till nuvarande lokaler i Spånga. Företaget har omkring 40 anställda, varav omkring 35 i Spånga. Omkring 90 procent av försäljningen sker på export.
År 1944 tillverkades den första artikulatorn, en slags mätapparat för käkrörelser, som används av tandtekniker och -läkare. Detta är fortfarande en av företagets viktigaste produkter.
Olof Wallenius blev så småningom ensamägare. Efter dennes bortgång 1970 blev företaget personalägt. Det köptes 1988 av amerikanen Bernard Weissman, men tillverkningen ligger kvar i Sverige (2015).